# الساندرو روسو (بازیکن فوتبال، زاده ۲۰۰۳)
الساندرو روسو (انگلیسی: Alessandro Russo؛ زادهٔ ۶ سپتامبر ۲۰۰۳) بازیکن فوتبال است.